# I Lived My Life to Stand in the Shadow of Your Heart
"I Lived My Life to Stand in the Shadow of Your Heart" is de vijfde uitgave van A Place to Bury Strangers' debuutalbum, "Exploding Head".

## Track listing
| Nr. | Titel                                                                          | Duur |
| --- | ------------------------------------------------------------------------------ | ---- |
| 1.  | I Lived My Life to Stand In the Shadow of Your Heart                           | 5:41 |
| 2.  | Girlfriend                                                                     | 3:03 |
| 3.  | I Lived My Life to Stand In the Shadow of Your Heart (Secret Machines Remix)   | 6:52 |
| 4.  | I Lived My Life to Stand In the Shadow of Your Heart (Cereal Spiller Remix)    | 3:52 |
| 5.  | I Lived My Life to Stand In the Shadow of Your Heart (Broken Spindlers (Remix) | 4:28 |